# Kovanica
Kovanica (izvirno srbsko Кованица) je naselje v Srbiji, ki upravno spada pod Občino Ćuprija; slednja pa je del Pomoravskega upravnega okraja.

## Demografija
V naselju živi 172 polnoletnih prebivalcev, pri čemer je njihova povprečna starost 53,6 let (53,2 pri moških in 53,9 pri ženskah). Naselje ima 70 gospodinjstev, pri čemer je povprečno število članov na gospodinjstvo 2,71.
To naselje je, glede na rezultate popisa iz leta 2002, večinoma srbsko, a v času zadnjih treh popisov je opazno zmanjšanje števila prebivalcev.
|  |

| Demografija | Demografija     | Demografija     |
| Leto        | Št. prebivalcev | Št. prebivalcev |
| ----------- | --------------- | --------------- |
|             |                 |                 |
|             |                 |                 |
|             |                 |                 |
|             |                 |                 |
| 1948        | 565             |                 |
| 1953        | 592             |                 |
| 1961        | 561             |                 |
| 1971        | 486             |                 |
| 1981        | 403             |                 |
| 1991        | 332             | 274             |
| 2002        | 293             | 190             |
|             |                 |                 |

| Etnična sestava po popisu iz leta 2002 | Etnična sestava po popisu iz leta 2002 | Etnična sestava po popisu iz leta 2002 | Etnična sestava po popisu iz leta 2002 | Etnična sestava po popisu iz leta 2002 |
| -------------------------------------- | -------------------------------------- | -------------------------------------- | -------------------------------------- | -------------------------------------- |
| Srbi                                   | Srbi                                   |                                        | 187                                    | 98,42%                                 |
| Vlahi                                  | Vlahi                                  |                                        | 3                                      | 1,57%                                  |
| Neznano                                | Neznano                                |                                        | 0                                      | 0,0%                                   |